# Acontia partita
Acontia partita är en fjärilsart som beskrevs av Walker 1870. Acontia partita ingår i släktet Acontia och familjen nattflyn. Inga underarter finns listade i Catalogue of Life.